# Kasachen

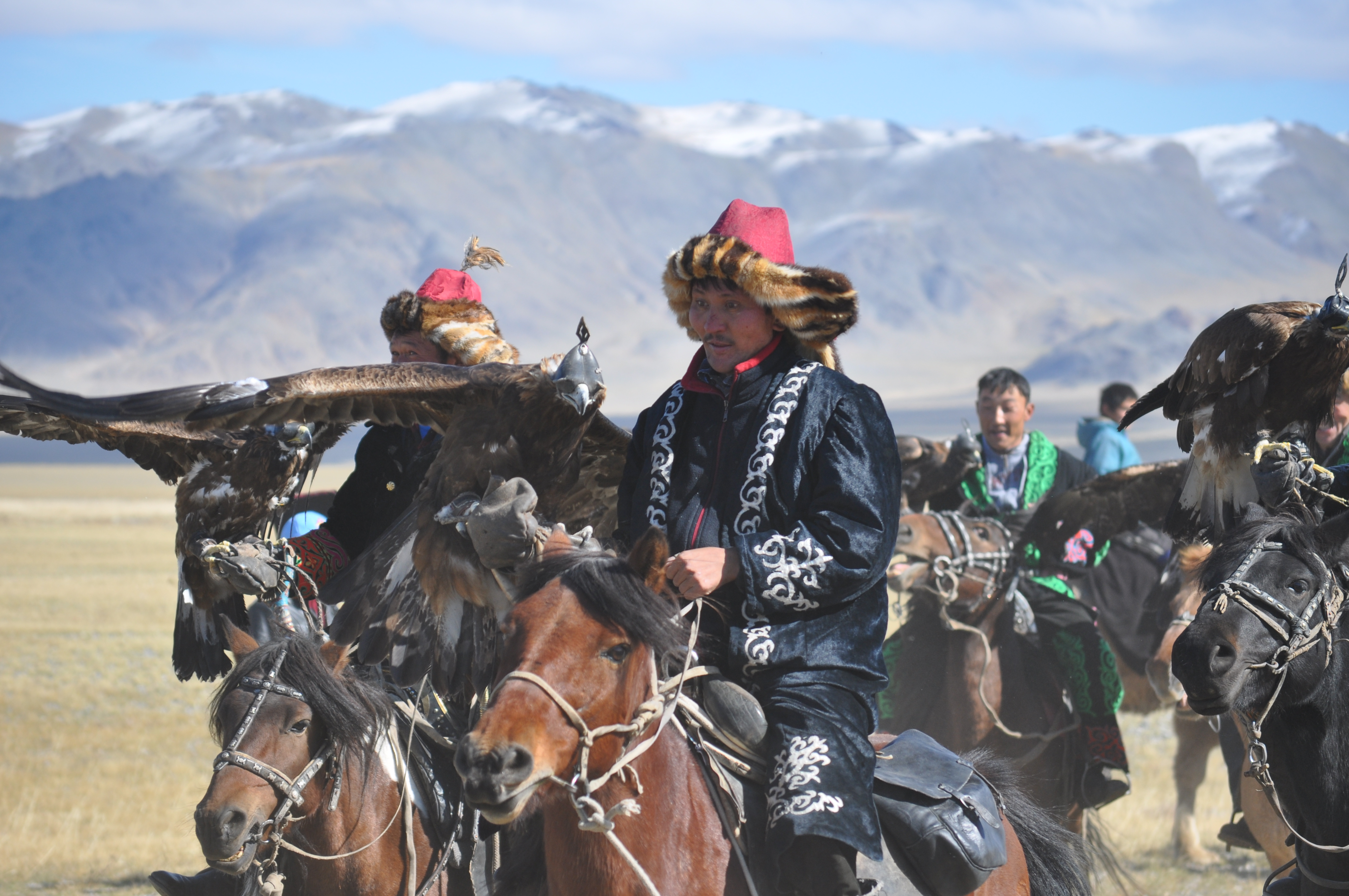
Kasachische Adlerjäger

Die Kasachen (kasachisch қазақ qazaq, Pl. қазақтар qazaqtar) sind eine turksprachige Ethnie mit rund 20 Millionen Angehörigen, hauptsächlich in Kasachstan, aber auch in der Mongolei (dort größte turksprachige und größte muslimische Minderheit), Russland (1.300.000) und in der Volksrepublik China (2.200.000), Usbekistan (800.000), Iran (15.000), Afghanistan (45.000) und Türkei (30.000). Auch in Deutschland gibt es eine nennenswerte kasachische Minderheit (17.000).
Ursprünglich waren die Kasachen Hirtennomaden in der zentralasiatischen Steppe. Zur Zeit der Sowjetherrschaft wurden die meisten Nomaden gewaltsam unter staatlichem Zwang sesshaft gemacht und die Herden zu Kolchosen verstaatlicht. Vor allem in der Mongolei und China gibt es jedoch auch heute noch lokale Gruppen, die von der mobilen Tierhaltung leben.
Die große Mehrheit aller Kasachen spricht Kasachisch.

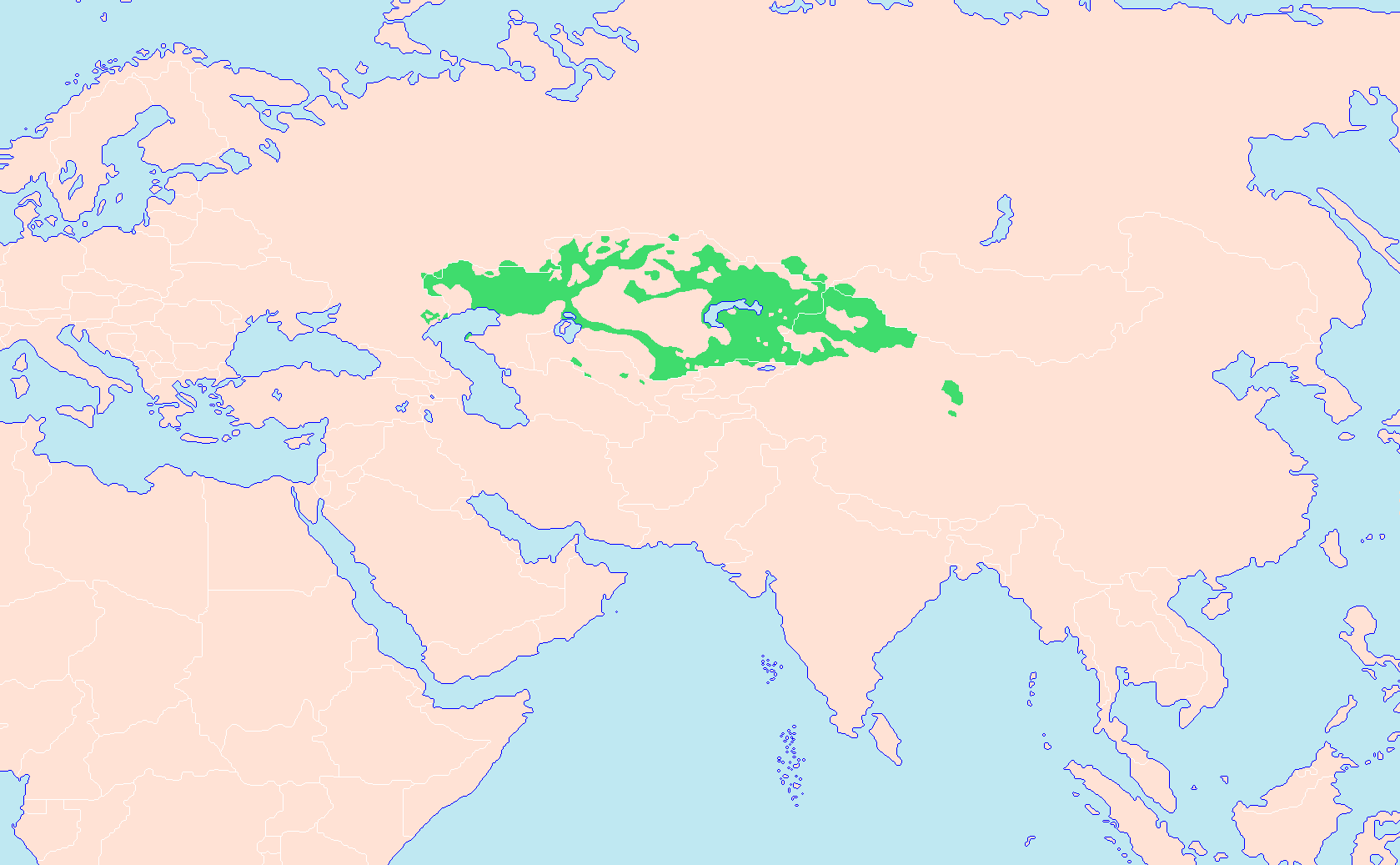
Ungefähres Siedlungsgebiet der Kasachen

## Namensbedeutung
Der Name qazaq (auch kazak geschrieben) ist alttürkischen Ursprungs. Er wurde im 19. Jahrhundert von kasachischen Wissenschaftlern mit „Unabhängiger“ beziehungsweise mit „Steppenreiter“ übersetzt. Siehe auch Kosaken.

## Herkunft und die drei Schüs (Horden)

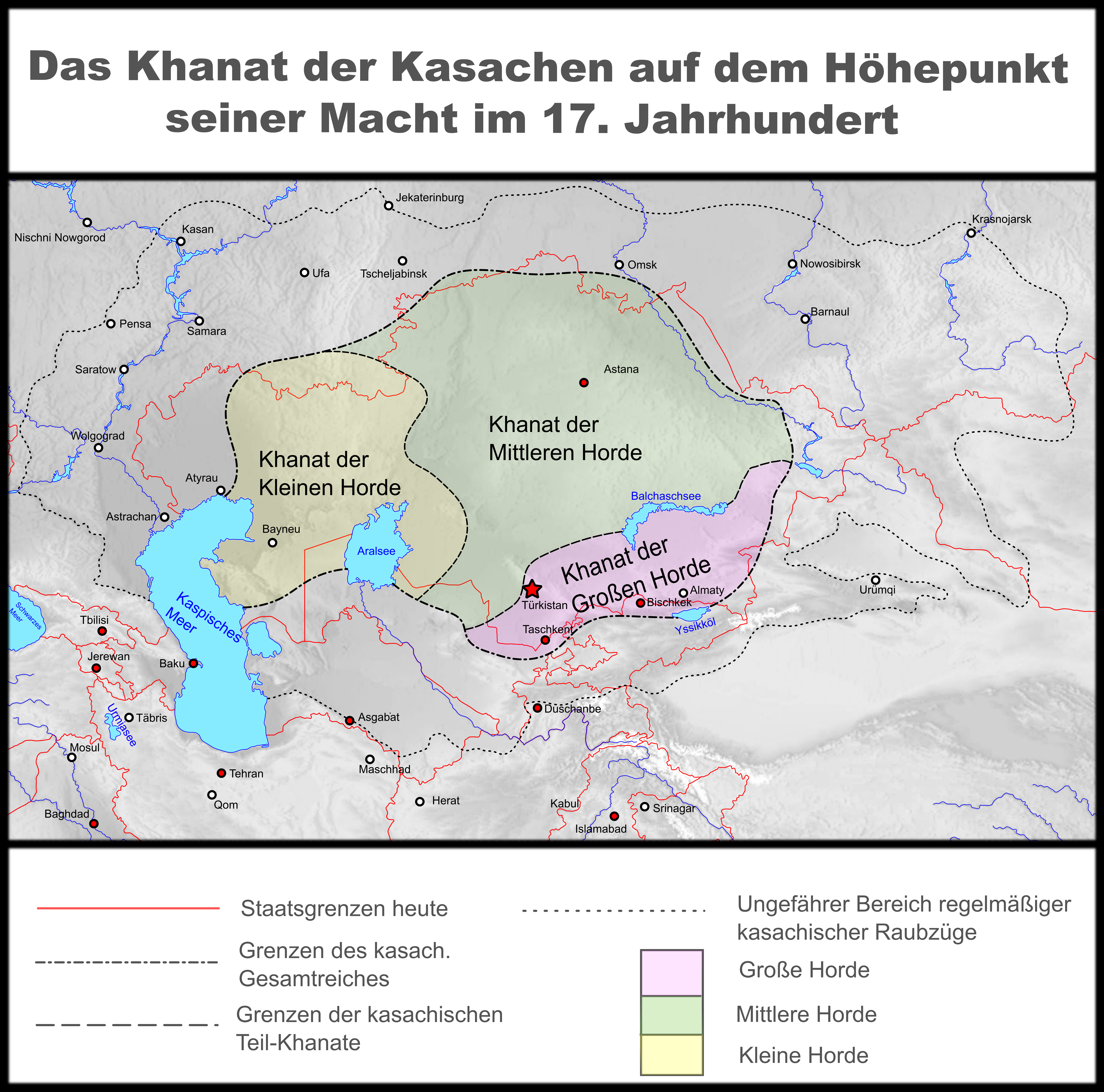
Das kasachische Khanat mit dem Gebiet
der Kleinen Horde
der Mittleren Horde
der Großen Horde

Die Vorfahren der heutigen Kasachen sind hauptsächlich Turkvölker, aber auch teilweise turkisierte mongolische oder sibirische Stämme. So zeigen die heutigen Kasachen, gleich den Tuwinern, eine enge Verwandtschaft sowohl mit den Mongolen als auch mit anderen Turkvölkern auf.
Die Kasachen werden bis heute in drei „Schüs“ (kasachisch Jüz „Abteilung“) oder „Horden“ unterteilt: in die Jüngere Horde (Kişi Jüz), die Mittlere Horde (Orta Jüz) und die Ältere Horde (Ulı Jüz).
Über die Entstehung dieser Schüs ranken sich etliche Legenden:
1. In einigen kasachischen Chroniken wird die Entstehung der Schüs in das 13. Jahrhundert des Dschingis Khan gelegt.
2. Nach anderen Quellen entstanden die Schüs im 15. Jahrhundert, als Timur-i Leng die Kyptschak-Horde unterwarf.
3. Andere Aufzeichnungen führen die Bildung der Schüs bewusst in die vormongolische Zeit zurück; damit wären diese hauptsächlich köktürkischer Herkunft und wesentlich älter als das eigentliche kasachische Volk. Der kasachische Historiker Manash Kossibayev vertritt den Standpunkt, dass die Bildung der Schüs – oder der Horden – die Formung der kasachischen Gesellschaft über mehrere Jahrhunderte darstelle. Die Schüs, so Kossibayev, seien auf der Grundlage der natürlich-geographischen Faktoren begründet. Damit entsprechen sie bis heute der nomadischen Lebensweise und ihren Traditionen, unter anderem der Sippen- und Stammesbeziehungen untereinander. Somit wären die Schüs als Stammesbünde zu betrachten, wie es auch die mongolischen Horden waren, und die Gleichsetzung von „Schüs“ und „Horde“ als gerechtfertigt anzusehen.

Jedoch waren die Schüs, anders als die mongolischen Horden, nicht nach dem Verwandtschafts-, sondern nach dem Territorialprinzip gebildet. Die drei Schüs unterscheiden sich nicht in ihrem Aufbau, sondern nach Dialekt und Geltungsgebiet. Bemerkenswert ist, dass sich für die Schüs über ihre Grenzen hinaus noch zwei weitere Unterteilungen nachweisen lassen: die „Koscha“ (kasachisch: Koja, türkisch Hoca [deutsch Hodscha]) und die „Tore“ (kasachisch: Töre), die den mongolischen Erbadel unter den Kasachen bilden. Die Koscha galten als die Vertreter der Geistlichkeit und die Tore als die unmittelbaren Nachfahren des Dschingis Khan – nur Angehörige der Tore („Bewahrer“; vom alttürkischen Wort Törü [das althergebrachte, ungeschriebene Gesetz der zentralasiatischen Völker]) durften zum Khan gewählt werden.
Jeder Kasache muss bis heute die Geschichte seines Stammes und seiner Sippe bis in die siebte Generation vor ihm zurückverfolgen können; damit ist sichergestellt, dass die alten Stammes- und Sippentraditionen auf Dauer überleben.

## Geschichte

### Vorgeschichte

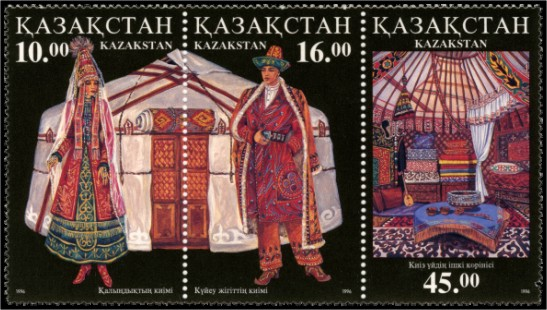
Kasachische Kultur auf Briefmarken

In der Mythologie der Kasachen war Alasch Khan der erste Herrscher der kasachischen Nation. Ursprünglich gehörten die heutigen Kasachen zu den Herrschaftsgebieten Ordas (Orda-Horde) und Shibans (Weiße Horde) und trugen den Namen Alasch. Orda und Shibani waren Enkel des Mongolenfürsten Dschingis Khans und stellten die ersten Fürsten über die kasachischen Steppennomaden.

### Entstehung der Kasachen als föderaler Stammesverband
Die Kasachen entstanden zwischen dem 13. und 15. Jahrhundert als eigenständige Ethnie. Die mongolische Oberschicht begann, in der turkstämmigen Vorbevölkerung aufzugehen. Auch wurden turkstämmige Clans in den entstehenden kasachischen Stammesverband eingegliedert. Davon zeugen noch Clannamen wie Kimek und Naiman, wo noch einige Volksteile der alten Türgiş, Tschigil und der Jenissej-Kirgisen hinzu kamen.
Um 1400 wird erstmals eine Qazaq Orda („Kasachische Horde“) erwähnt. Diese waren Teil einer sich bildenden Stammesföderation, die sich später als „usbekisch“ titulieren sollte.
Die heutigen Kasachen formierten sich erst gegen 1456 als Abspaltung von dem gerade erst gegründeten Usbeken-Khanat: Die Fürsten Janibek und Kerei, Söhne Boraq Khans († 1428, Orda- bzw. Weiße Horde) lösten sich von Abu'l-Chairs Usbekenreich ab, da sie als Steppennomaden weiterhin ungebunden bleiben wollten und begründeten das Kasachen-Khanat.

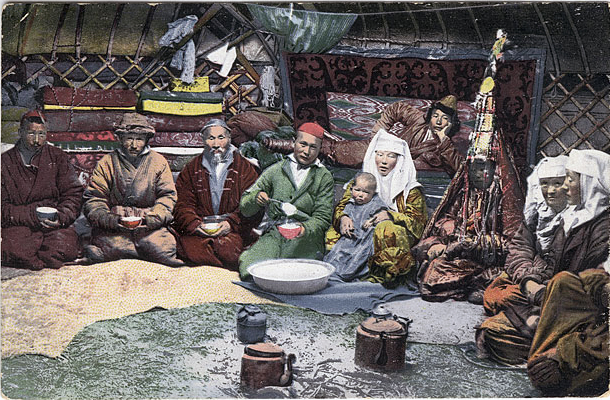
Kasachische Familie in einer traditionellen Jurte (um 1910)

### „Kirgisen“ als Oberbezeichnung für die Kasachen
Das Kaiserreich Russland titulierte ab dem 16. Jahrhundert die zentralasiatischen Steppennomaden als „Kirgisen“. Der Oberbegriff „Kirgisen“ wurde vom Zarenreich gewählt, da die Kasachen große Gemeinsamkeiten mit den Kirgisen aufwiesen. Letztere galten als reine Bergbewohner und wurden allgemein als „Kara-Kirgisen“ tituliert. Die Eigenbezeichnung Kasachen wurde vom Zarenreich vermieden, um eine Verwechslung mit den slawischen Kosaken zu verhindern. Zuvor wurden Kasachen generell den Tataren zugeordnet.

### Kasachische Autonomie und Sowjetzeit
Nach dem Zusammenbruch des Zarenreiches waren die Kasachen in der Alasch Orda vereinigt und nach dessen Zerschlagung gehörte sie der Turkestanischen SSR an. Dort waren sie im „Kasak-Kirgisischen Autonomen Gebiet“ zusammengefasst.

## Verteilung der Kasachen in den verschiedenen Ländern

### Kasachen in den Staaten der ehemaligen Sowjetunion
| Land          | Anzahl der kasachischstämmigen Einwohner | Anteil an der Gesamtbevölkerung [%] |
| ------------- | ---------------------------------------- | ----------------------------------- |
| Armenien      | 1.000                                    | 0,03                                |
| Aserbaidschan | 3.000                                    | 0,04                                |
| Estland       | 1.000                                    | 0,07                                |
| Georgien      | 3.000                                    | 0,06                                |
| Kasachstan    | 15.550.000                               | 81,4                                |
| Kirgisistan   | 45.000                                   | 0,9                                 |
| Litauen       | 3.000                                    | 0,09                                |
| Moldau        | 3.000                                    | 0,07                                |
| Russland      | 1.310.000                                | 0,9                                 |
| Tadschikistan | 15.000                                   | 0,2                                 |
| Turkmenistan  | 120.000                                  | 2,4                                 |
| Ukraine       | 15.000                                   | 0,03                                |
| Usbekistan    | 800.000                                  | 2,9                                 |

### Kasachen in anderen Staaten der Welt
| Land                   | Anzahl der kasachischstämmigen Einwohner | Bemerkung                                |
| ---------------------- | ---------------------------------------- | ---------------------------------------- |
| Afghanistan            | 45.000                                   | sind in jüngerer Zeit eingewandert       |
| Volksrepublik China    | 1.462.588                                | anerkannte Minderheit (Zensus 2010)      |
| Deutschland            | 17.000                                   | meist Angehörige von Kasachstandeutschen |
| Frankreich             | 15.000                                   |                                          |
| Iran                   | 15.000                                   | vorwiegend im Norden Irans angesiedelt   |
| Kanada                 | 5.000                                    |                                          |
| Mongolei               | 100.000                                  | größte turkstämmige Minderheit           |
| Pakistan               | 3.000                                    |                                          |
| Schweden               | 1.000                                    |                                          |
| Türkei                 | 30.000                                   | ab 1950 eingewandert                     |
| Vereinigtes Königreich | 2.000                                    |                                          |
| Vereinigte Staaten     | 10.000                                   | ab 1930 eingewandert                     |

## Bevölkerungsentwicklung in Kasachstan
Die untenstehenden Prozentsätze geben an, wie viel Prozent der Bevölkerung Kasachstans aus ethnischen Kasachen besteht.
| 1897   | 1911   | 1926   | 1939   | 1959   | 1970   | 1979   | 1989   | 1999   | 2006   | 2009   | 2018   |
| ------ | ------ | ------ | ------ | ------ | ------ | ------ | ------ | ------ | ------ | ------ | ------ |
| 73,9 % | 60,8 % | 59,5 % | 38,0 % | 30,0 % | 32,6 % | 36,0 % | 39,7 % | 53,4 % | 59,2 % | 63,5 % | 81,4 % |

## Religion der Kasachen
Die Kasachen sind überwiegend sunnitische Muslime.
Die Einflussnahme der islamischen Religion erreichte die Kasachen im 8. Jahrhundert, nachdem die Araber nach Zentralasien kamen, wobei sich der Islam von Turkmenistan aus nach Norden ausbreitete und schließlich das heutige Kasachstan erreichte. Ebenso bewog die Missionsarbeit der Samaniden zahlreiche Kasachen zur Konversion.
Im 14. Jahrhundert verbreitete die Goldene Horde den Islam in großem Umfang und erreichte so die Mehrzahl der Kasachen sowie andere zentralasiatische Völker.
Endgültig angenommen wurde der Islam erst im 19. Jahrhundert, als Kasan-Tataren bei ihnen erschienen, die als Händler und Dolmetscher der russischen Zaren tätig waren. Anzumerken ist aber auch, dass der Sufismus sowie die zahlreichen schamanischen Praktiken in der kasachischen Kultur weiterhin verankert blieben. Aus dieser alten Religion (der Ethnologe Klaus E. Müller spricht hier von „Komplexschamanismus“ und meint damit jene Formen, die durch Berührungen mit anderen Religionen und benachbarten Agrargesellschaften eine komplexe Ritualkultur entwickelt haben) stammt die Verehrung des Feuers, die noch heute eine wichtige Rolle spielt. Kasachische Geisterbeschwörer waren Heiler und Wahrsager und konnten angeblich die weibliche Fruchtbarkeit beeinflussen.
Während der Zeit der Sowjetunion hatten es die kasachisch-islamischen Verbände – ebenso wie andere religiöse Institutionen – ziemlich schwer und überlebten nur in den Gebieten, wo die Kasachen zahlenmäßig dominierten. Damit wurde bewirkt, dass zahlreiche Kasachen sich vom Islam abgewandt haben.
Das Interesse der Kasachen am Islam stieg erst nach dem Zerfall der Sowjetunion in den 1990er Jahren. So finanzierten die Regierungen islamischer Länder (unter anderem Türkei, Ägypten und Saudi-Arabien) den Bau von Moscheen und Kulturzentren in Kasachstan. Das bekannteste Kulturzentrum trägt den Namen Nur-Mubarak und wurde 2001 in Almaty erbaut.
Des Weiteren ist der Schamanismus beziehungsweise Animismus, der ursprünglichen Religion der Kasachen, in der Bevölkerung verbreitet und erfreut sich unter intellektuellen und speziell jüngeren Menschen wieder größerer Beliebtheit. Wie in anderen turksprachigen Ländern Zentral-Asiens widerfährt dem altaischen Animismus (sowie dem Tengrismus) eine Wiederbelebung, unter anderem mit der Unterstützung eines erstarkenden Nationalismus wie in Kirgisistan.

## Sprache
Die große Mehrheit der Kasachen spricht das zu den Turksprachen gehörende Kasachisch, das damit mit dem Türkischen, Kirgisischen und Tschuwaschischen sprachverwandt ist.
Das Kasachische verwendete seit dem 19. Jahrhundert die arabische Schrift. Die russische Minderheit im Land gründete säkulare Schulen mit kyrillischem und die Kasachen religiöse mit arabischem Alphabet.
1927 kam es in der Sowjetunion zu einer ersten Schriftreform der kasachischen Sprache. Dabei wurde die arabische Schrift zunächst durch ein Lateinalphabet und 1940 dann durch ein modifiziertes Kyrillisch ersetzt, als in Kasachstan ein obligatorischer Russischunterricht eingeführt wurde.
1990 wurde von der kasachischen Regierung beschlossen, die Sprache des Landes erneut auf ein lateinisches Alphabet umzustellen und ein entsprechendes Musteralphabet wurde bis 1995 auch entworfen. Die endgültige Umstellung auf das Lateinalphabet wurde jedoch bis heute nicht durchgeführt. Nur für die regierungsamtlichen Webseiten sowie die Seite der kasachischen Nachrichtenagentur entstand auch eine lateinische Variante. Daneben herrscht aber bis auf weiteres die kyrillische Schrift vor.
In den kasachischen Siedlungsgebieten der Mongolei wurde das arabische Alphabet noch in den 1940er Jahren von den dortigen Kasachen übernommen. Auch in den chinesischen Siedlungsgebieten wurde kurzfristig 1950 bis 1970 das aktuelle kasachische Kyrillalphabet übernommen. Doch in den 1970er Jahren wurde für die Minderheiten Chinas die Latinisierung beschlossen und deswegen ein Lateinalphabet eingeführt. Seit der Rückgängigmachung der Latinisierung durch die chinesische Regierung wurde in China für die Kasachen wieder ein modifiziertes arabisches Alphabet eingeführt.
Seit 2016 ist das Chinesische die am zweithäufigsten gesprochene Sprache (L2) und verdrängte das Englische als Zweitsprache.

## Berühmte Kasachen
- Abai Qunanbajuly, Dichter und Schriftsteller
- Qanysch Sätbajew, Geologe, einer der Begründer der sowjetischen und kasachischen Lagerstättenkunde
- Nursultan Nasarbajew, ehemaliger kasachischer Staatspräsident
- Toqtar Äubäkirow, Militärpilot und Raumfahrer
- Timur Bekmambetow, Filmregisseur
- Talghat Mussabajew, Raumfahrer
- Dimash Kudaibergen, Sänger, Songwriter und Multiinstrumentalist
- Denis Ten, Eiskunstläufer
- Gennadi Golowkin, Profiboxer